# Край Рязанский (телерадиокомпания)
Телерадиокомпа́ния «Кра́й Ряза́нский» — вещательная организация Рязанской области в форме государственного автономного учреждения. Является сетевым партнёром телеканала ОТР (Ежедневно с 07:00 до 08:00 и с 18:00 до 19:00).

## История
В 1996 году во время анализа медиапространства Рязанской области комитетом по информации и печати были сделаны выводы о необходимости расширения сектора средств массовой информации региона. В 1999 году губернатором Рязанской области Вячеславом Любимовым было подписано постановление о создании новой правительственной областной телекомпании, название и концепцию которой было поручено разработать комитету по информации и печати администрации области. Новая телекомпания должна была освещать деятельность губернатора, администрации области, а также доносить гражданам официальную позицию органов власти в целом. Возглавить новую телекомпанию пригласили Николая Царёва — профессионального театрального режиссёра, уже имевшего опыт в создании собственных телевизионных проектов.
14 сентября 2001 года в эфир выходит первая программа телерадиокомпании «Итак».
В 2004 году избранным губернатором области — Георгием Шпаком создаётся новая концепция медиапространства. Ставка делается на более динамичные, современные и интересные различной возрастной аудитории программы. В этот момент телеканал «Край Рязанский» проводит ребрендинг и выходит в эфир под новым названием — «ТКР». На пост директора телекомпании назначили Сергея Кузнецова — автора и ведущего программ в государственной телерадиокомпании «Ока». Новое руководство осуществляет набор молодых журналистов со всей области, в том числе в режиме открытого кастинга.
Во владении телерадиокомпании есть радиостанция «ОК», вещание которой началось 27 ноября 2006 года.
В 2009 году телекомпании «Край Рязанский» исполнилось 10 лет.
1 августа 2019 года телеканал «Край Рязанский» перестанет транслировать в аналоге федеральный канал РЕН ТВ. РЕН-ТВ Рязань прекращает существование.
1 ноября 2019 года, с связи с переходом на цифровое вещание программы ТКР начинают выходить на ОТР, двумя блоками: утром с 7 до 8 часов и вечером с 18 до 19 часов. Несмотря на это, телеканал продолжает вещание на 21 цифровой кнопке.
C 28 сентября 2020 года была запущена новая музыкально-информационная радиостанция на базе ГАУ ОГТРК «Край Рязанский» - ТКР-FM.

## Телеканалы
Телекомпания имеет собственную частоту, где круглосуточно вещает её главный канал — ТКР. Телеканал ориентирован на широкую аудиторию, здесь находятся собственные телепроекты и авторские передачи.
Решением Федеральной конкурсной комиссии по телерадиовещанию от 1 февраля 2017 года телеканал «ТКР» выбран обязательным общедоступным региональным телеканалом («21-я кнопка») Рязанской области.

## Передачи
Информационная составляющая представлены передачами «Наша неделя» и «Наши хроники», «Час-пик», «Культурная среда». Ток-шоу: «Всё сначала», «Диалог с властью», «Защита и забота». Реалити-шоу: «Проездом», «Мечты сбываются». «Мультпоход» — цикл передач для самых маленьких.

## Награды
На Ялтинском телефоруме работы Любови Номероцкой и Ирины Тэн стали лауреатами форума. В конкурсе «Моя малая родина» лауреатом стала передача о Михайловской земле. Кинофорум «Вместе» наградил работы первого директора телерадиокомпании — Николая Царёва. Программа Ирины Тэн была номинирована на всероссийский конкурс «Тэфи-регион», а на всероссийском фестивале прессы работа видеодизайнера Андреем Марченко по оформлению эфира была признана лучшей в центральном федеральном округе.
В 2011 году на региональном конкурсе «Хрустальный журавль» телерадиокомпания «Край Рязанский» получила награду в номинациях «Лучший тележурналист», «Лучшая тематическая программа», «Лучшая информационная телепрограмма» и «Лучшее дизайнерское решение года».

## Вещание

### Аналоговое (эфирное)

#### РЕН ТВ Рязань
| 47 ТВК — Рязань (1 кВт)        |
| 50 ТВК — Ермишь (100 Вт)       |
| 23 ТВК — Кадом (100 Вт)        |
| 22 ТВК — Касимов (1 кВт)       |
| 21 ТВК — Кораблино (100 Вт)    |
| 27 ТВК — Михайлов (250 Вт)     |
| 60 ТВК — Мосолово (1 кВт)      |
| 31 ТВК — Ряжск (500 Вт)        |
| 38 ТВК — Спас-Клепики (250 Вт) |
| 32 ТВК — Сараи (500 Вт)        |
| 37 ТВК — Сасово (1 кВт)        |
| 38 ТВК — Скопин (1 кВт)        |

С 1 августа 2019 года вещание на частоте РЕН ТВ было прекращено.

### Цифровое (кабельное)

#### ТКР
Телеканал «ТКР» работает в основных цифровых и кабельных сетях МТС, Ростелеком, Видикон, Дом.ru и на официальном сайте «ТКР».

### Интернет
Прямой эфир телеканала ведётся на официальном сайте телекомпании.